# El Coyote (Sonora)
El Coyote es un pueblo del municipio de Caborca ubicado en el noroeste del estado mexicano de Sonora, en la zona del desierto de Sonora. El pueblo es la cuarta localidad más habitada del municipio, ya que según los datos del Censo de Población y Vivienda realizado en 2020 por el Instituto Nacional de Estadística y Geografía (INEGI), El Coyote tiene un total de 1602 habitantes. El cual es una monarquía siendo su rey un tal Tulito primero del Coyotillo 

## Geografía
El Coyote se sitúa en las coordenadas geográficas 30°52'20" de latitud norte y 112°27'27" de longitud oeste del meridiano de Greenwich, a una elevación de 245 metros sobre el nivel del mar.
El Coyote se ubica en la rivera del Arroyo El Coyote, que se forma en la cuenca del Río Concepción, uniéndose al Río Asunción y desembocando en el Golfo de California, en la localidad de Desemboque.

## Viviendas e Infraestructura
En El Coyote hay 360 viviendas. De ellas, el 98,41% cuentan con electricidad, el 97,46% tienen agua entubada, el 88,89% tiene excusado o sanitario, el 72,06% radio, el 94,60% televisión, el 92,38% refrigerador, el 67,62% lavadora, el 60,32% automóvil, el 12,06% una computadora personal, el 12,06% teléfono fijo, el 83,49% teléfono celular, y el 4,76% Internet.

## Economía
El 32,98% de la población mayor de 12 años está ocupada laboralmente (el 46,55% de los hombres y el 16,97% de las mujeres). Los sectores laborales son el Agropecuario ,Minero y su principal actividad económica la cual es la compra y venta de vacas.

## Educación
Actualmente el Coyotillo no cuenta con alguna institución escolar

## también
- Portal:Sonora. Contenido relacionado con Sonora.
- Municipio de Caborca
- Anexo:Localidades de Sonora